# Villa Godi
| Imagem: Cidade de Vicenza e Villas de Palladio no Véneto | A Villa Godi está incluída no sítio "Cidade de Vicenza e Villas de Palladio no Véneto", Património Mundial da UNESCO. |  |

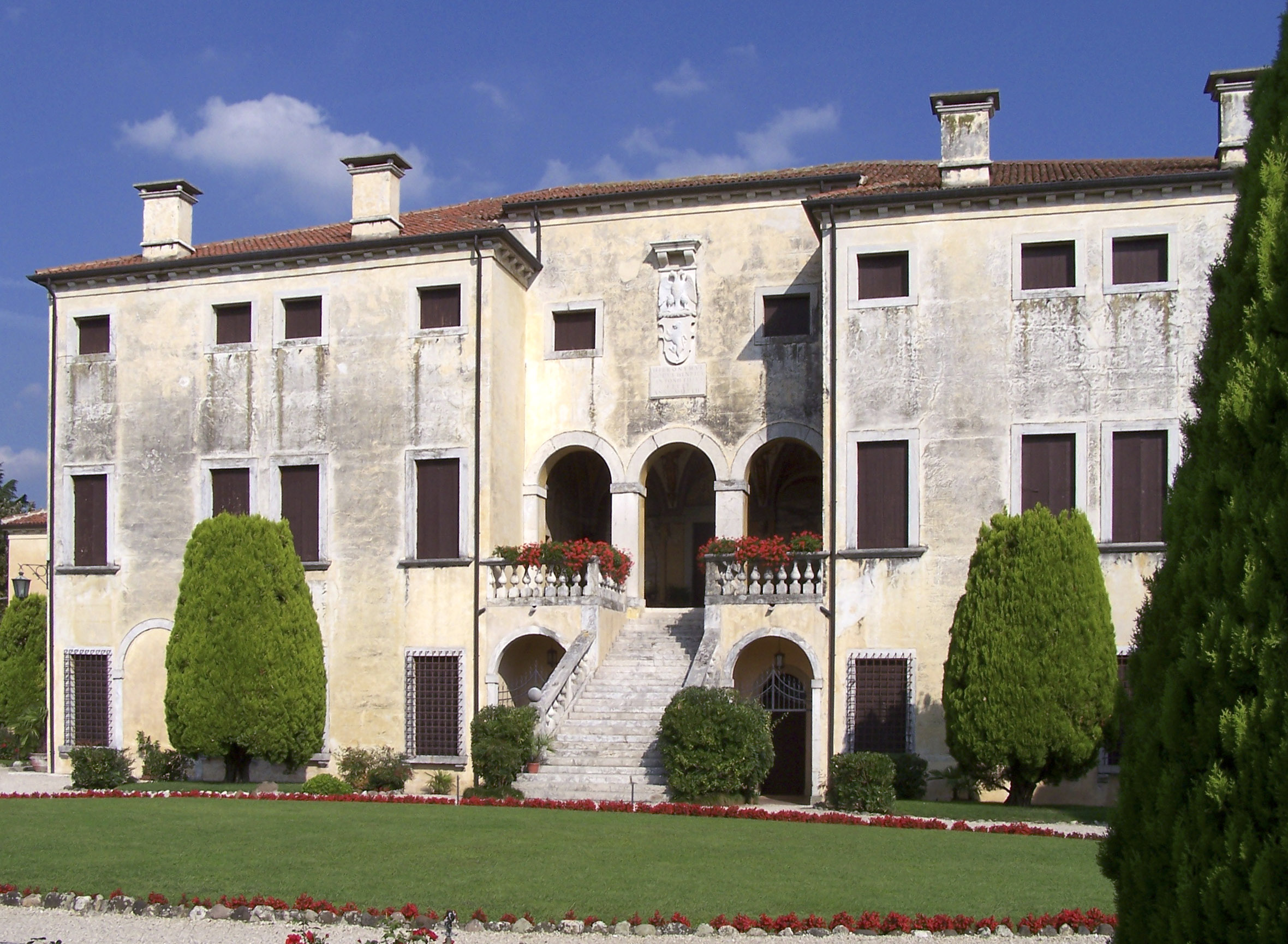
Villa Godi, uma das obras primas de Andrea Palladio.

A Villa Godi, ou Villa Godi Malinverni, é um palácio italiano do Veneto, localizado em Lugo di Vicenza, na Província de Vicenza. Foi um dos primeiros projectos de Andrea Palladio, como regista o próprio arquitecto em I Quattro Libri dell'Architettura, a sua obra sobre a teoria da arquitectura. A construção do edifício foi encomendada pelos irmãos Girolamo, Pietro e Marcantonio Godi. Teve início em 1542, com modificações sucessivas sobre a entrada e sobre os jardins nas traseiras.
São características do edifício a ausência de ornamentos, em geral associada ao período da maturidade de Palladio, e as refinadas proporções simétricas da fachada. O edifício está organizado com dois apartamentos sobre cada um dos lados da ala central, a qual liga a loggia encastrada e o salão central. Os interiores foram decorados com afrescos de Gualtiero Padovano e de outros artistas.
A villa possui grandes jardins abertos ao público até tarde ao longo de todo o ano. O edifício hospeda, também, um museu arqueológico, com centenas de fósseis e animais da zona.
A Villa Godi está classificada pela UNESCO, desde 1996, como Património Mundial, incluída no sítio Cidade de Vicenza e Villas de Palladio no Véneto juntamente com outras obras de Palladio em Vicenza.

## Galeria de imagens da Villa Godi

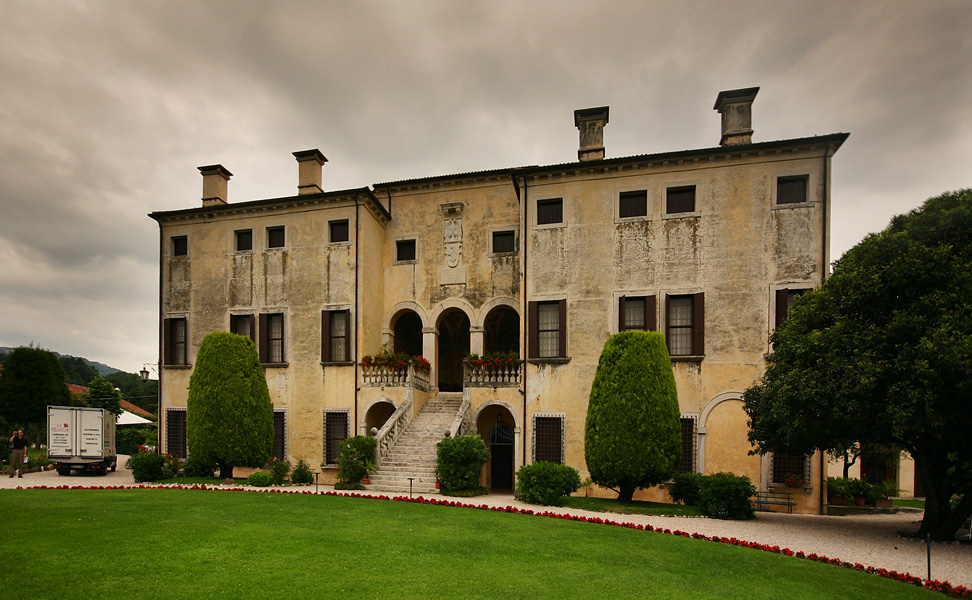
Fachada da Villa Godi.
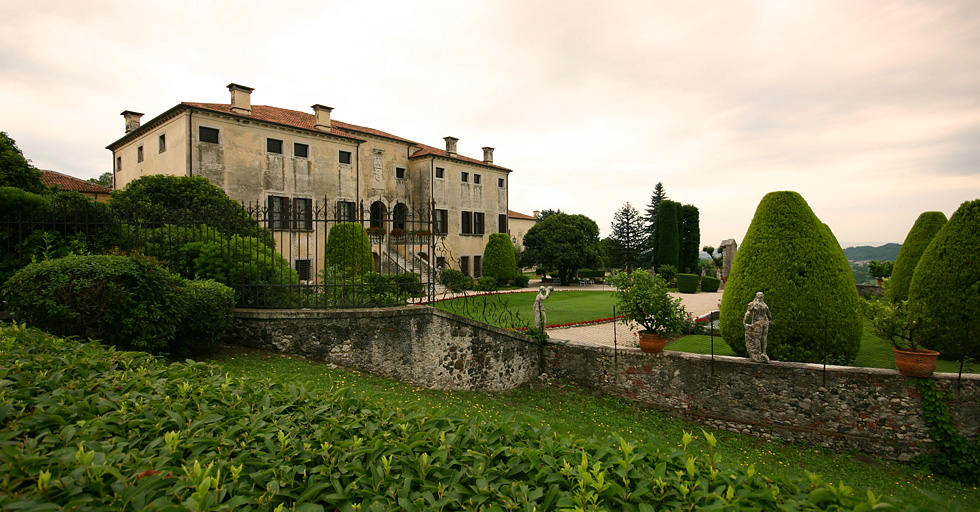
Vista geral do palácio.
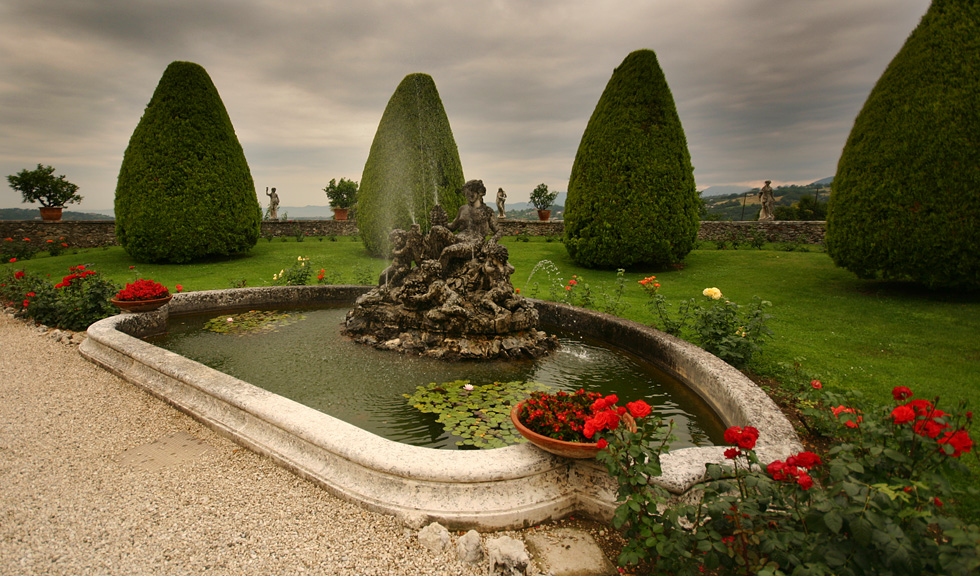
Jardins da Villa Godi.
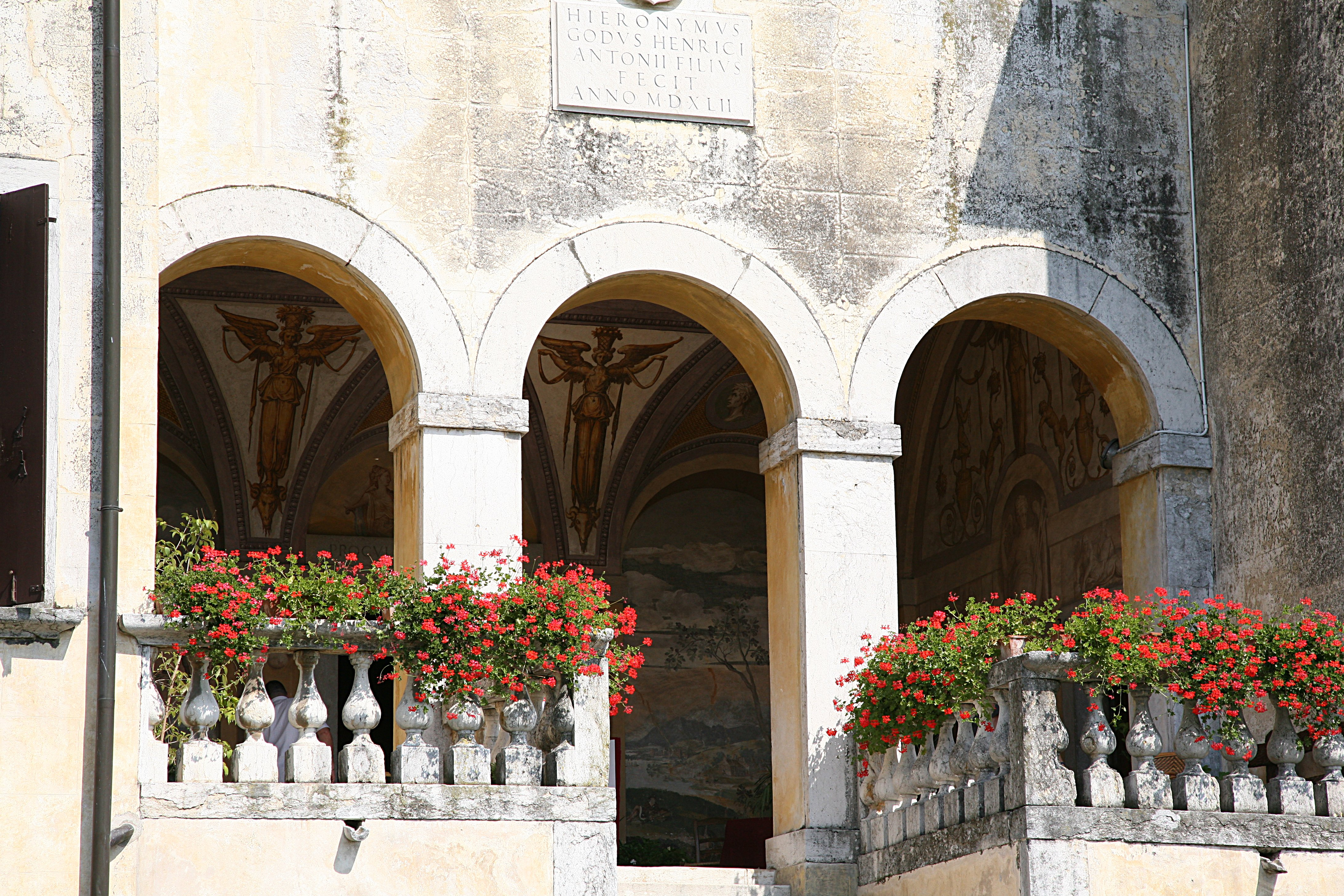
Pormenor da entrada.
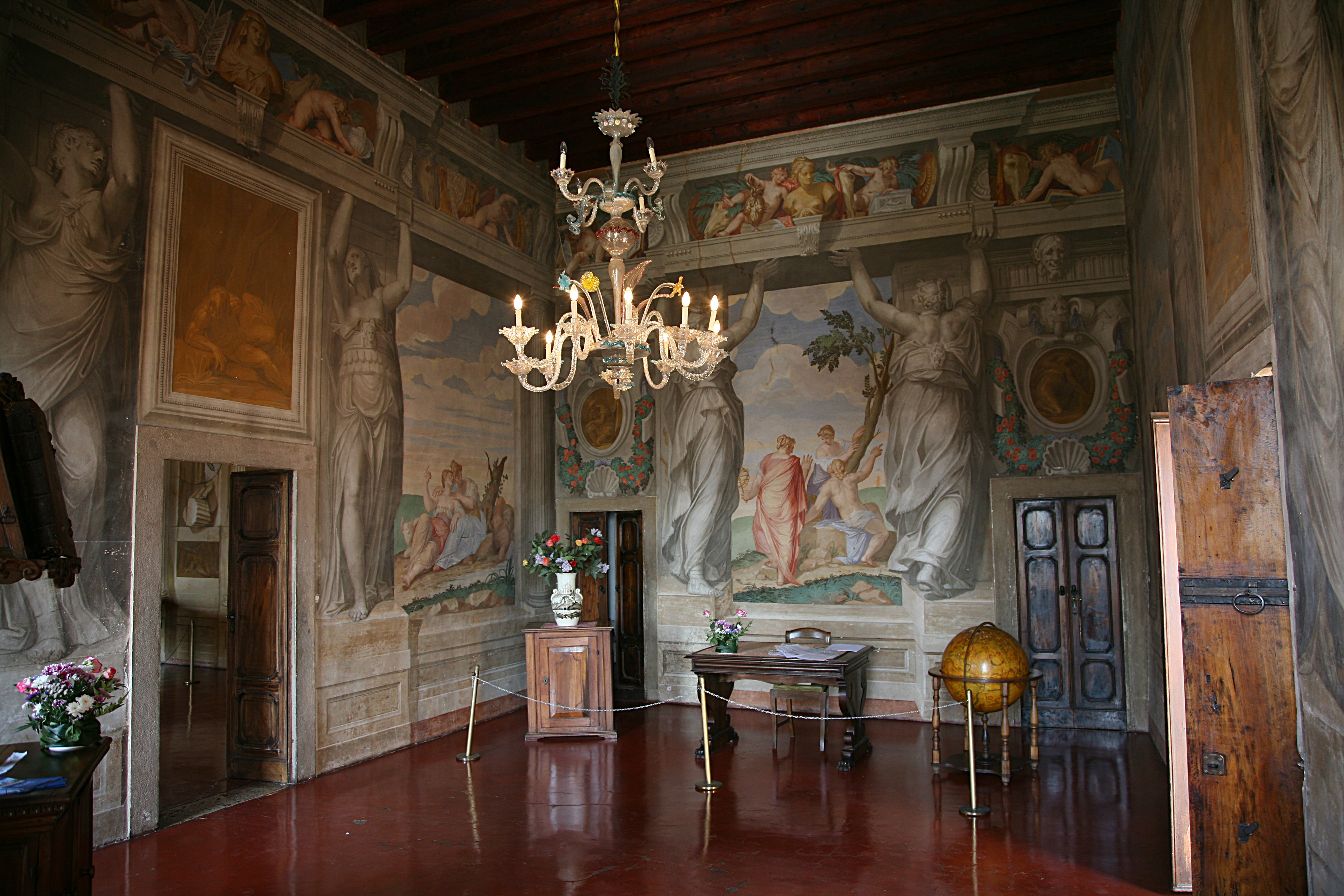
Uma das salas.
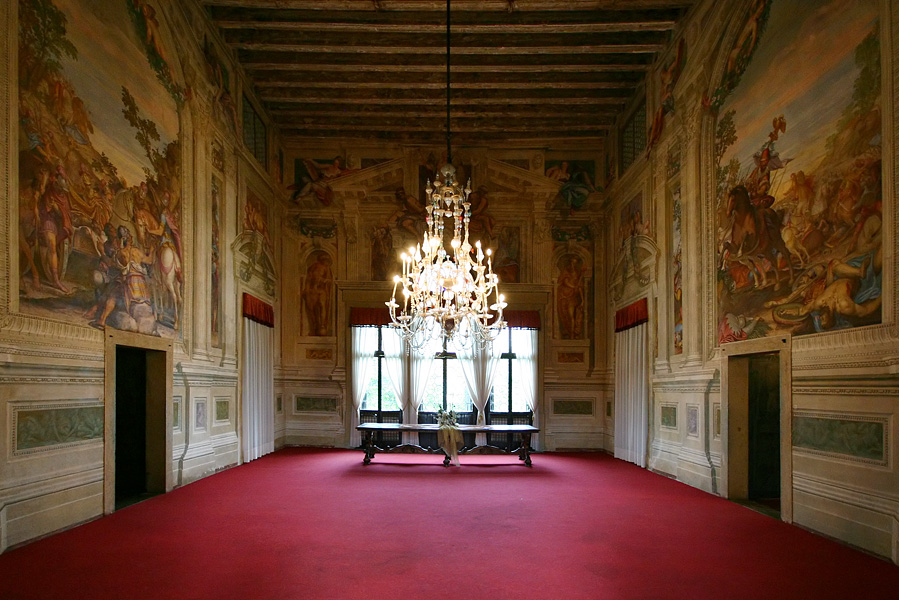
Sala central da Villa Godi.
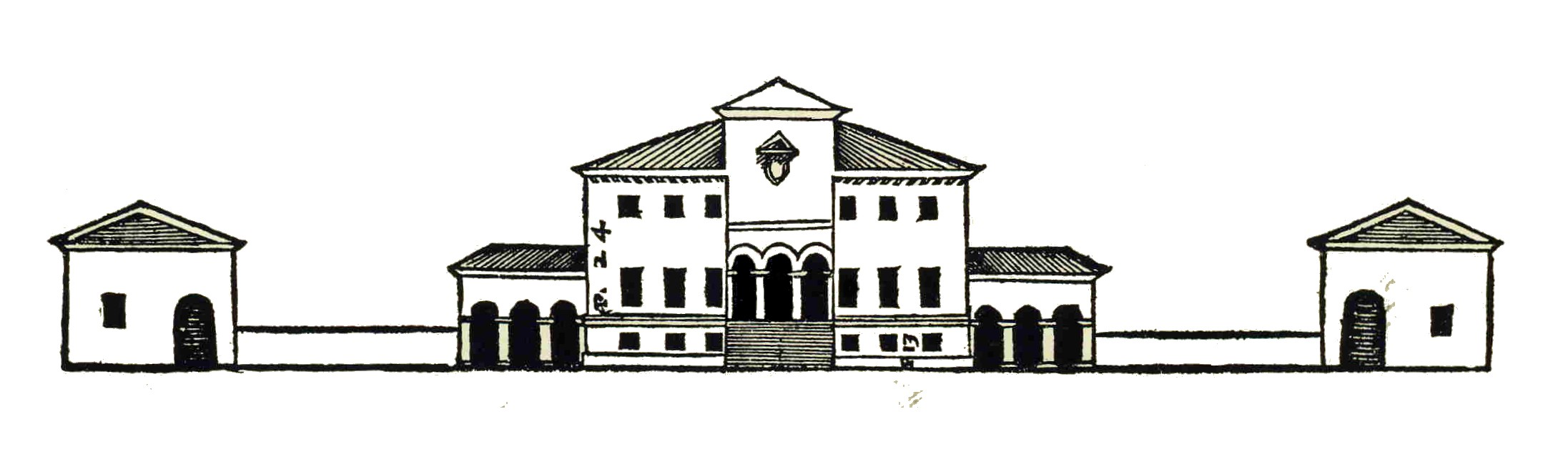
Elevação da Villa Godi.
Planta e elevação nos Quattro Libri.